# Quiet Firing
Der Begriff Quiet Firing („Stilles Feuern“) bezeichnet Verhaltensweisen von Arbeitgebern, mit denen Mitarbeitende so lange demotiviert werden sollen, bis diese ihr Arbeitsverhältnis von sich aus aufgeben. Dabei werden die Arbeitsbedingungen unter Umgehung eines formalen Kündigungsverfahrens absichtlich verschlechtert. Dies geschieht in der Regel unterschwellig und ohne direkte Ansprache.

## Gründe
Häufig fällt ein Arbeitsverhältnis unter den Kündigungsschutz. Um Mitarbeitenden dennoch zu kündigen, muss der Arbeitgeber einen triftigen Kündigungsgrund angeben. Wenn ein solcher nicht vorliegt, kann eine ordentliche Kündigung nicht erfolgen. In solchen Fällen bietet Quiet Firing eine alternative Möglichkeit, sich von Mitarbeitenden, wenn auch nicht immer zeitnah, zu trennen.
Ein weiterer Grund ist die Umgehung einer Abfindungszahlung. Unter bestimmten Voraussetzungen steht gekündigten Angestellten eine Abfindung zu, die etwa in einer Zusatzvereinbarung zum Arbeitsvertrag garantiert werden kann. Bei einer Kündigung des Mitarbeitenden aus eigenem Willen kann dieser Anspruch entfallen.

## Merkmale
Die Strategien des Quiet Firing sind vielfältig. Hierzu zählen insbesondere:
- Ausschluss von der Kommunikation wie Telefonate, E-Mails, Besprechungen, Veranstaltungen des Teams oder des Unternehmens,
- Entzug von Verantwortung,
- gezielte Übertragung von unangemessen schwierigen oder unerwünschten Aufgaben,
- mangelnde Unterstützung durch Vorgesetzte,
- Verhinderung der beruflichen Entwicklung ohne nachvollziehbare Begründung,
- Verweigerung von Gehaltserhöhungen trotz Erfüllung der Leistungserwartungen,
- Mangel an konstruktivem Feedback durch Vorgesetzte,
- Ignorieren von Vorschlägen und Ideen,
- unbegründete Kritik.[2]

## Auswirkungen
Bei den betroffenen Mitarbeitenden können solche Taktiken zu einem Nachlassen der Produktivität führen und sogar gesundheitliche Probleme wie Burn-out oder Depressionen verursachen. Auch auf Seiten des Unternehmens können sich durch Verschlechterung der Arbeitsmoral langfristig gravierende Nachteile ergeben. Wachsende Unzufriedenheit kann zu einer erhöhten Fluktuation der Mitarbeitenden führen und somit die Stabilität und den Ruf des Unternehmens schädigen.

## Gegenmaßnahmen
Für die betroffenen Mitarbeitenden gibt es mehrere Möglichkeiten, sich gegen Quiet Firing zur Wehr zu setzen:
- Dokumentation aller relevanten Informationen und Vorfälle,
- Gespräche mit der Personalabteilung oder einer Vertrauensperson,
- Rechtsberatung,
- Unterstützung durch Gewerkschaften oder Berufsverbände,
- Erfahrungsaustausch mit anderen Betroffenen über professionelle Netzwerke.[3][4]